# Masterminds – Das Duell
Masterminds – Das Duell ist der Titel einer Actionkomödie, die 1997 entstand und dessen Handlung an den Film Boy Soldiers angelehnt ist, der sechs Jahre zuvor, 1991, produziert wurde.

## Handlung
Ozzie ist ein Computer-Freak, der schon mal illegale Downloads vornimmt, oder in geheimen Regierungsdateien herumschnüffelt. Durch seine eigenwillige Vorgehensweise ist der Jugendliche schon von mehreren Schulen geflogen, so auch von der, die seine Stiefschwester Melissa im Augenblick besucht.
Als er seine Schwester auf Anordnung seiner Eltern eines Tages zur Schule bringt, findet er sich auf einmal in einer groß angelegten Geiselnahme wieder. Rafe Bentley, ehemaliger Agent des Secret Service, der eigentlich als Sicherheitschef die Schule beschützen sollte, nimmt die Schüler sowie das Lehrpersonal in Gewahrsam, und fordert von den Eltern einiger wohlhabender Kinder Hunderte Millionen Dollar Lösegeld.
Ozzie nimmt den Kampf gegen Bentley und seine Bande auf. Indem er sich in den Schulcomputer hackt, die Heizung hochfährt und die Sprinkleranlage auslöst, kann er der Bande Schwierigkeiten bereiten und durch die Sprengung des Bodens des Schulhallenbades letztlich ihre Flucht durch die Abwasserkanäle verhindern. Nur Bentley kann mit einem Teil des Lösegeldes in ein Klärbecken entkommen, an dem die Polizei eintrifft.

## Hintergrund
Der Film, der in Kanada (Außenaufnahmen) und den britischen Shepperton Studios (Innenaufnahmen) entstand, versucht, Elemente von vielen Filmen, in denen Geiselnahmen eine Rolle spielen, zu verknüpfen. So sind selbst Parallelen zu Stirb langsam nicht von der Hand zu weisen.
Dennoch orientiert sich der Film an Boy Soldiers, mit dem Unterschied, dass nicht eine Gruppe von Jugendlichen den Kampf gegen die Geiselnehmer aufnimmt, sondern nur ein Junge. Weiterhin ist Masterminds weniger brutal und hat auch kein politisches Statement abzugeben – im Gegensatz zu Boy Soldiers. Der Geiselnehmer (Stewart) hat sogar Humor.
Ursprünglich hätte übrigens Ralph Fiennes die Rolle des Bentley übernehmen sollen, der jedoch absagte.